# Océane Tahé
Océane Tahé, née le 30 janvier 1997 à Grenoble, est une épéiste franco-ivoirienne. Elle évolue sous les couleurs ivoiriennes depuis 2025.

## Carrière
Océane Tahé est championne du monde junior d'épée par équipes avec l'équipe de France en 2016 à Bourges et en 2017 à Plovdiv. Elle est aussi vice-championne d'Europe junior d'épée par équipes en 2016 et 2017.
Avec le Grenoble Parmentier Escrime, Océane Tahé est médaillée d'argent en épée par équipe lors des Championnats de France d'escrime 2023 et 2024.
Représentant la Côte d'Ivoire depuis 2024, elle est médaillée de bronze en épée individuelle aux Championnats d'Afrique d'escrime 2025 à Lagos,.